# 고마자와 올림픽 공원 경기장
고마자와 올림픽 공원 경기장(일본어: 駒沢オリンピック公園総合運動場陸上競技場)는 일본 도쿄도 세타가야구에 있는 다목적 경기장이다.